# 扎维尔切
扎维尔切（波蘭語：Zawiercie）是波兰西里西亚省的城市，位于瓦尔塔河畔，約有4.6萬名居民。扎维尔切位於克拉科夫-琴斯托霍瓦高地中央，以作為許多旅遊步道的起點而知名。

## 友好城市
- 德国 博恩海姆
- 義大利 蓬泰蘭布羅
- 義大利 聖喬瓦尼-拉蓬塔
- 奥地利 埃本塞
- 斯洛伐克 下庫賓
- 乌克兰 卡缅涅茨-波多利斯基
- 乌克兰 頓涅茨克[2]